# Hasarinella berlandi
Espèce
Synonymes
- Hasarius berlandi Lessert, 1925

Hasarinella berlandi est une espèce d'araignées aranéomorphes de la famille des Salticidae.

## Distribution
Cette espèce est endémique de Tanzanie. Elle se rencontre vers Kibonoto.

## Description
La carapace du mâle décrit par Wesołowska en 2012 mesure 3,0 mm de long sur 2,4 mm et l'abdomen 3,4 mm de long et la carapace de la femelle  mesure 2,4 mm de long sur 1,8 mm et l'abdomen 2,9 mm de long.

## Étymologie
Cette espèce est nommée en l'honneur de Lucien Berland.

## Publication originale
- Lessert, 1925 : Araignées du Kilimandjaro et du Merou (suite). 5. Salticidae. Revue suisse de Zoologie, vol. 31, p. 429-528 (texte intégral).